# Leonid Ossipowitsch Utjossow

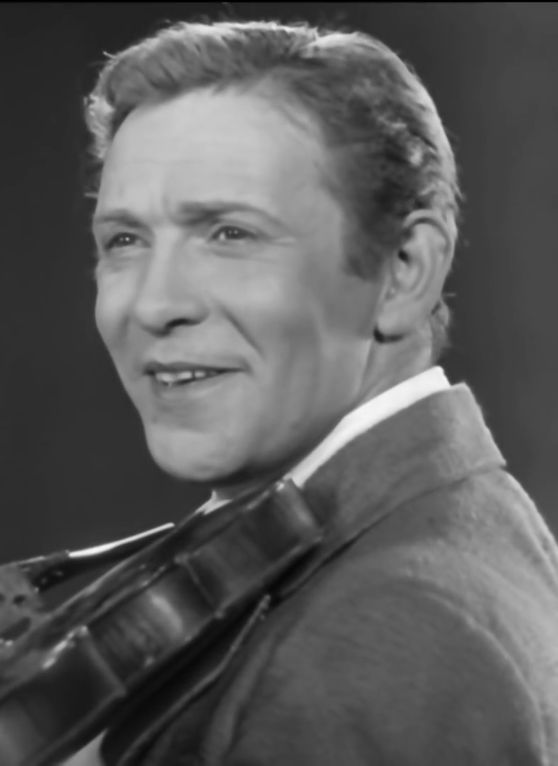
Leonid Ossipowitsch Utjossow

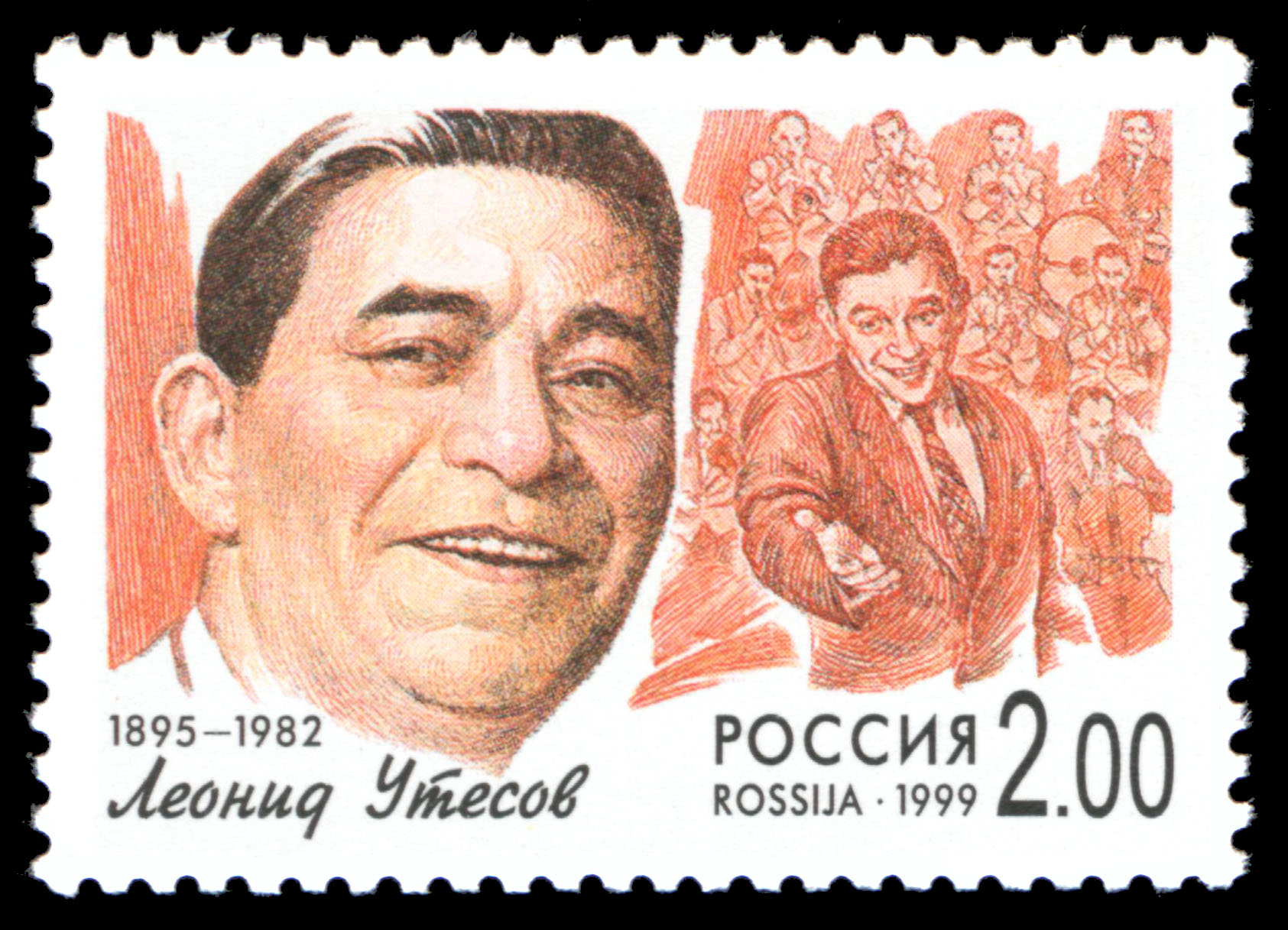
Briefmarke Russlands, Leonid Utjossow, 1999, 2 rub. (Michel 756, Scott 6542)

Leonid Ossipowitsch Utjossow (russisch Леонид Осипович Утёсов, ukrainisch Леонід Осипович Утьосов; wirklicher Name Lasar [Lejser] Waisbein, russisch Лазарь [Лейзер] Иосифович Вайсбейн, ukrainisch Лазар [Лейзер] Йосифович Вайсбейн; * 9. Märzjul. / 21. März 1895greg. in Odessa; † 9. März 1982 in Moskau) war ein populärer Jazzsänger, Bandleader und Schauspieler in der Sowjetunion. Er gilt als einer der Gründerväter des sowjetischen Jazz.

## Leben
Utjossow wurde 1895 in einer jüdischen Familie in Odessa geboren. Er machte ab 1911 seine ersten künstlerischen Schritte mit einem Theater, mit dem er über das Land reiste und auch in Moskau und Leningrad auftrat. Ende der 1920er Jahre baute er sein erstes Jazz-Orchester auf. Sein erster Spielort wurde die Kleine Oper in Leningrad, an der er erste große Erfolge feierte. In der Folgezeit war Utjossow der charismatische Leiter und Frontmann seiner Bands und trat auch in Moskau auf. 1934 spielte er die Hauptrolle in Lustige Burschen, dem ersten Filmmusical der Sowjetunion. Auch danach wirkte Utjossow regelmäßig in Filmen als Schauspieler mit.
An Musikgenres deckte er eine breite Palette ab: Jazz (insbesondere der Swing-Stil der 1930er) zählte ebenso dazu wie sowjetische Unterhaltungsmusik (Estrada), Filmmusiken sowie Aufnahmen mit sogenannten Gaunerchansons. Viele seiner Schallplattenaufnahmen wurden zu Hits. 
Im Zweiten Weltkrieg trat er hunderte Male an der Front auf. Er war bis zu seinem Lebensende aktiver Musiker. Bis heute zählt er zu den wichtigsten Künstlern in den ersten Jahrzehnten der Sowjetunion.
1965 erhielt er die Auszeichnung Volkskünstler der UdSSR. 1976 veröffentlichte er seine Memoiren Spasibo, Serdze! („Danke, Herz!)“. 1982 verstarb Utjossow in Moskau.

## Ehrentitel und Auszeichnungen
- 1945 Orden des Roten Banners der Arbeit[1]
- 1965 Volkskünstler der UdSSR[1]
- 1975 Orden der Oktoberrevolution[1]
- 1980 Orden des Roten Banners der Arbeit[1]
- 1995 Benennung des Asteroiden (5944) Utesov
- Medaille „Für heldenmütige Arbeit im Großen Vaterländischen Krieg 1941–1945“[1]
- Medaille „Sieg über Deutschland“[1]

## Filmografie (Auswahl)
- 1928: Fremde (Tschushije)

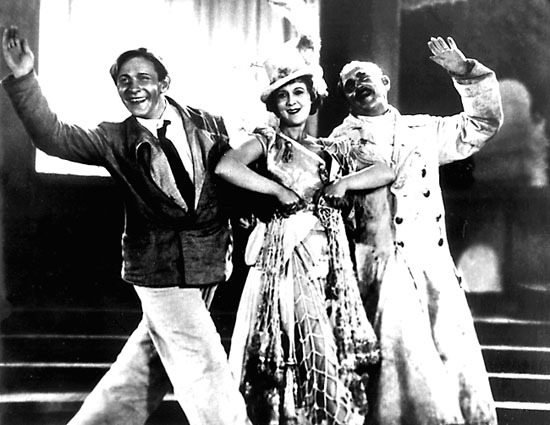
Szenenfoto aus dem Film „Lustige Burschen“

- 1934: Lustige Burschen (Wesjolyje rebjata)
- 1954: Lustige Sterne (Wesjolyje swesdy)
- 1963: Melodien von Dunajewski (Melodii Dunajewskogo)
- 1975: Arkadi Raikin

### Filme, die Aufzeichnungen von Utjossow beinhalten
- 1959: Der erste Tag des Friedens (Perwy den mira)
- 1967: Frühling an der Oder (Wesna na Odere)
- 1974: Abfahrt verzögert sich (Wylem saderschiwajetsja)
- 1979: Die schwarze Katze (Mesto wstretschi ismenit nelsja)
- 1982: Die Pokrovsky-Tore (Pokrowskije worota)
- 1982: Alte Schallplatte (Staraja plastinka)
- 2007: Liquidierung (Likwidazija)

## Lieder
- Baron von der Pshik (Барон фон дер Пшик; S. Secunda – A. Fidrowsky)
- Marsch von lustigen Burschen (Марш веселых ребят; I. Dunajewski – W. Lebedew-Kumatsch)
- Alles perfekt, Mme la Marquise (Всё хорошо, прекрасная маркиза; P. Misraki – P. Misraki, A. Besymenski)
- Ah, mein Odessa (Ах, Одесса моя; A. Eschpai – W. Kotow)
- In Semljanka (В землянке; K. Listow – A. Surkow)
- Der Weg nach Berlin (Дорога на Берлин; M. Fradkin — Jewgeni Dolmatowski)
- Havanna (Гавана; L.Utjossow)
- Zwei Freunde (Два друга; S. Germanow – W. Gusew)
- Die Moskauer Fenster (Московские окна; T. Chrennikow – M. Matusowski)
- Wiegenlied (Колыбельная; M. Blanter – A. Kovalenkow)
- Herz (Сердце; I. Dunajewski – W. Lebedew-Kumatsch)